# Филлипс, Барр
Барр Фи́ллипс (англ. Barre Phillips; род. 27 октября 1934, Сан-Франциско, Калифорния) — американский контрабасист, работающий в области джаза и свободной импровизации.

## Биография
Филлипс родился 27 октября 1934 года в Сан-Франциско, штат Калифорния
Профессиональным музыкантом Филлипс стал в 1960 году. В 1962 году перебрался из Сан-Франциско в Нью-Йорк.
В среде почитателей фри-джаза Филлипс стал известен после его выступления на ньюпортском фестивале New Thing в составе ансамбля Арчи Шеппа.
В 1967 году он переехал на постоянное жительство в Европу, а с 1972 года живёт во Франции.
Барр Филлипс избран президентом Международного общества басистов.

## Дискография
- 1965 — Attila Zoller Quartet: The Horizon Beyond, 1965
- 1969 — Gong: Magick Brother, 1969
- 1970 — The Trio featuring John Surman: The Dawn Sessions, 1970
- 1971 — Music from Two Basses duets with David Holland (ECM, 1971)
- 1973 — Terje Rypdal: What Comes After (ECM, 1973)
- 1973 — For All It Is (JAPO Records 60003), 1973
- 1976 — Mountainscapes (ECM, 1976) with John Surman, Dieter Feichtner, John Abercrombie, Stu Martin
- 1978 — Three Day Moon (with Terje Rypdal, Dieter Feichtner und Trilok Gurtu), 1978
- 1979 — Journal Violone II (with Aina Kemanis und John Surman), 1979
- 1984 — Call Me When You Get There, (ECM, 1984)
- 1987 — Naxos (with Jean-Marc Montera und Claudia Phillips), 1987
- 1989 — Camouflage (Victo, 1989) solo
- 1991 — Aquarian Rain (with Alain Joule), 1991
- 1992 — No Pieces (with Michel Doneda Alain Joule), 1992
- 1994 — Time Will Tell with Paul Bley and Evan Parker (ECM, 1994)
- 1996 — Etchings in the Air (with Haino Keiji), 1996
- 1997 — Uzu (PSF, 1997) with Motoharu Yoshizawa
- 1998 — Trignition (with Bertram Turetzky und Vinny Golia), 1998
- 1998 — Jazzd’aià (with Serge Pesce und Jean Luc Danna), 1998
- 1998 — Joe Maneri: Tales of Rohnlief (ECM, 1998)
- 1999 — Play 'Em as They Fall, with Emai Kazuo, 1999
- 2000 — Sankt Gerold with Paul Bley and Evan Parker (ECM, 2000)
- 2001 — Journal Violone 9 (Emouvance, 2001) solo
- 2004 — After You’ve Gone (Victo, 2004) with Tetsu Saitoh, William Parker, Joëlle Léandre; Peter Kowald
- 2011 — The rock on the hill (nato, 2011) trio with Lol Coxhill and JT Bates